# Marcha del Orgullo LGBT de Buenos Aires

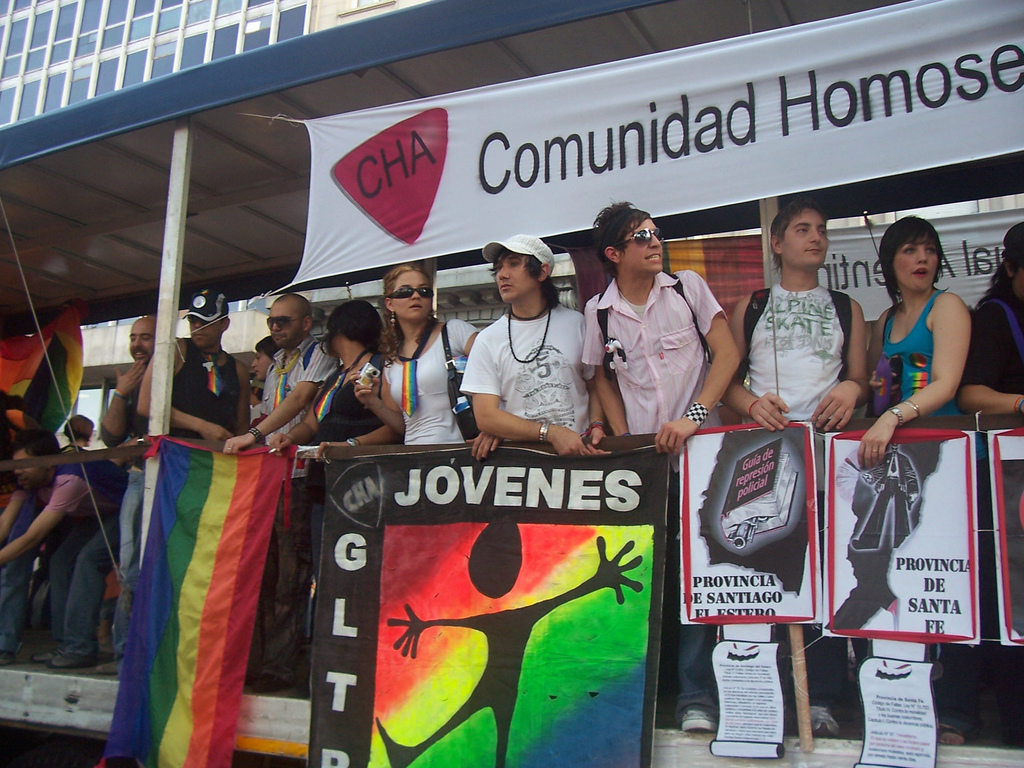
Jóvenes de la Comunidad Homosexual Argentina durante la Marcha del Orgullo.

La Marcha del Orgullo LGTB+ de Buenos Aires es una manifestación que se celebra anualmente en la capital de Argentina que busca la igualdad de derechos para las personas lesbianas, gais, bisexuales, trans, intersexuales y queer, y es el principal acto público de la comunidad LGBT de la Argentina. La edición de 2022 reunió a un millón trescientos mil personas, y en 2023, los organizadores reportaron una asistencia de un millón setecientas mil personas.
Se realizó por primera vez en el año 1992 y se celebra el primer sábado de noviembre de cada año, en conmemoración de la creación de Nuestro Mundo, la primera organización LGBT en Argentina. Además, la semana previa a la marcha se lleva a cabo la Semana del Orgullo, con una serie de conferencias y charlas relacionadas con la temática LGBT. La primera Marcha del Orgullo LGBT contó con la presencia de apenas 250 personas, entre ellas Fernando Barrera un gran participante de la cultura LGBT en Argentina, y los manifestantes marcharon con caretas de cartón, ya que temían perder sus empleos.
La principal reivindicación de la marcha sigue siendo la lucha por la igualdad y visibilizar los reclamos, las conquistas y el orgullo de la comunidad LGBT por su orientación sexual, identidad y expresión de género.
Las principales conquistas de la comunidad LGBT en Argentina son el matrimonio entre personas del mismo sexo, la implementación de la ley de identidad de género y la derogación de los códigos contravencionales, que explícitamente criminalizaba a travestís y homosexuales.
En 2013, la marcha contó con la presencia, según los organizadores, de más de 200.000 personas, superando ampliamente la cifra del año anterior. En esa ocasión, la consigna fue Educación en la Diversidad para crecer en Igualdad, exigiendo la aplicación efectiva de la Ley de Educación Sexual Integral en todas las provincias y Ciudad de Buenos Aires.
En 2016 la consigna fue "Ley Antidiscriminatoria Ya!" exigiendo la ampliación de la Ley Antidiscriminatoria vigente para incluir la orientación sexual y la identidad de género como pretextos discriminatorios, entre muchos otros pretextos, agilizar el acceso a la justicia, legitimar a la sociedad civil para denunciar y fortalecer al INADI.
La marcha parte todos los años desde la Plaza de Mayo, frente a la Casa Rosada, sede del poder ejecutivo nacional y culmina en la Plaza de los Dos Congresos, donde se encuentra el Congreso Nacional.

## Historia

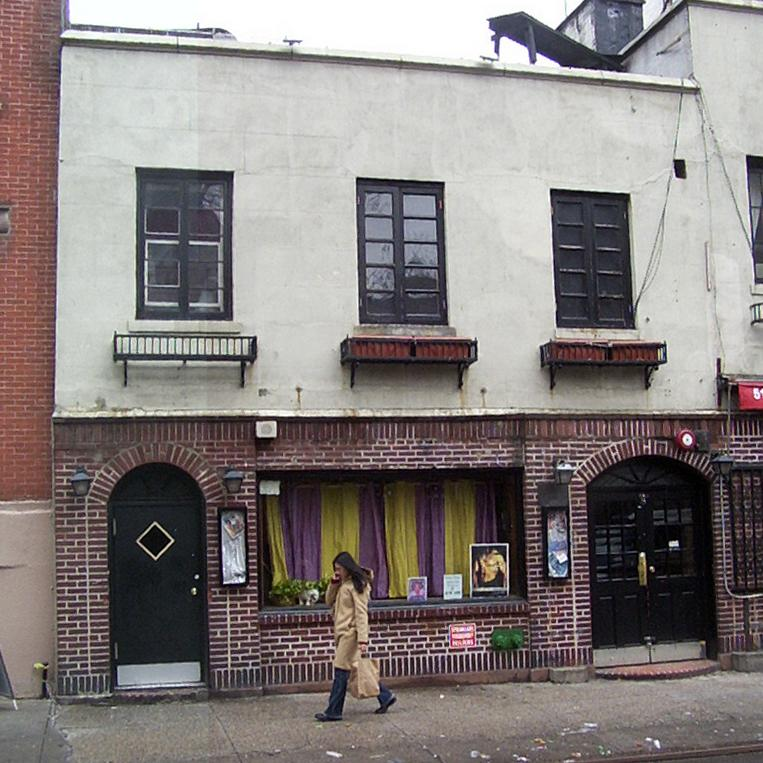
La represión policial en Stonewall Inn dio origen a las marchas del Orgullo LGBT en diferentes ciudades del mundo.

El 28 de junio de 1969, un bar llamado Stonewall Inn del barrio Greenwich Village en la ciudad de Nueva York es allanado por la policía. En esa oportunidad gays, lesbianas y travestís decidieron rebelarse contra la injusticia, la humillación, el maltrato y el atropello a los derechos cívicos. Por ello, durante tres días se produjeron revueltas populares en el barrio y se escuchó por primera vez "Estoy orgulloso de ser gay, lesbiana o travesti".
Un año después, en 1970, unas diez mil personas se concentraron en la calle Christopher frente a las puertas de Stonewall Inn y marcharon espontáneamente por la Quinta Avenida hasta el Central Park. Esa fue considerada la primera Marcha del Orgullo Lésbico, Gay, Bisexual y Trans de la historia. Todos los años, en esa fecha, cientos de ciudades de todo el mundo se han ido sumando al festejo.
El 3 de julio de 1992 se realizó la primera Marcha del Orgullo Gay-Lésbico en la ciudad de Buenos Aires. Los participantes se concentraron frente a la Catedral de Buenos Aires y marcharon hasta el Congreso de la Nación. La marcha contó con alrededor de 250 personas, las cuales en su mayoría usaron caretas de cartón, porque temían perder sus empleos. Esa semana fue celebrada por el movimiento homosexual argentino como la "Semana del Orgullo Gay-Lesbiano". La marcha contó con el apoyo de las Madres de Plaza de Mayo.

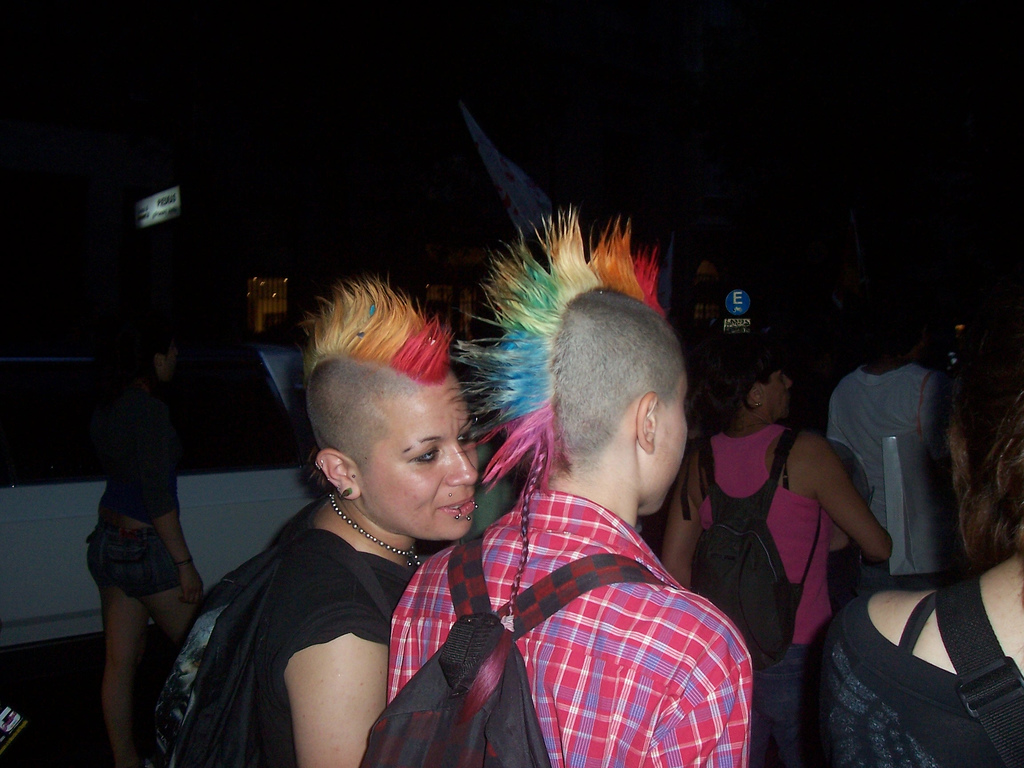
Participantes de la Marcha del Orgullo LGBT.

En esta oportunidad la marcha fue apoyada también por las organizaciones Transexuales por el derecho a la vida (TRANSDEVI), Sociedad de Integración Gay Lésbica Argentina (SIGLA), Investigación en Sexualidad e Interacción Social (ISIS), Cuadernos de Existencia Lesbiana, la Iglesia de la Comunidad Metropolitana (ICM) y la Asociación Gays por los derechos civiles presidida por Carlos Jáuregui.
En 1993, los activistas se concentraron frente a la Catedral metropolitana y portaban inmensos corazones con letras impresas, que formaban la frase "Amar y vivir libres en un país liberado". Además, como se acercaban las elecciones parlamentarias en el mes de octubre de ese año, se lanzó la campaña "No vote a los candidatos que discriminan". En 1994, la marcha contó con un inmenso triángulo de tela rosa, uno de los símbolos más conocidos por la comunidad gay y que recuerda la exterminación de los homosexuales durante el nazismo. 
En 1995, se realizó un homenaje a las personas afectadas por el sida. El mismo estuvo a cargo de los actores Ana María Picchio y Arturo Bonín. Por primera vez, fuegos artificiales iluminaban el cielo de Buenos Aires en favor de la diversidad.
Ese mismo año Erick un histórico militante de una famosa agrupación LGTBQI+ de Rosario junto a dos compañeros fueron las únicas personas que representaron a dicha ciudad en la marcha. Luego Rosario comenzaría a ser una de las ciudades emblema de estas marchas y de la Diversidad Identitaria￼

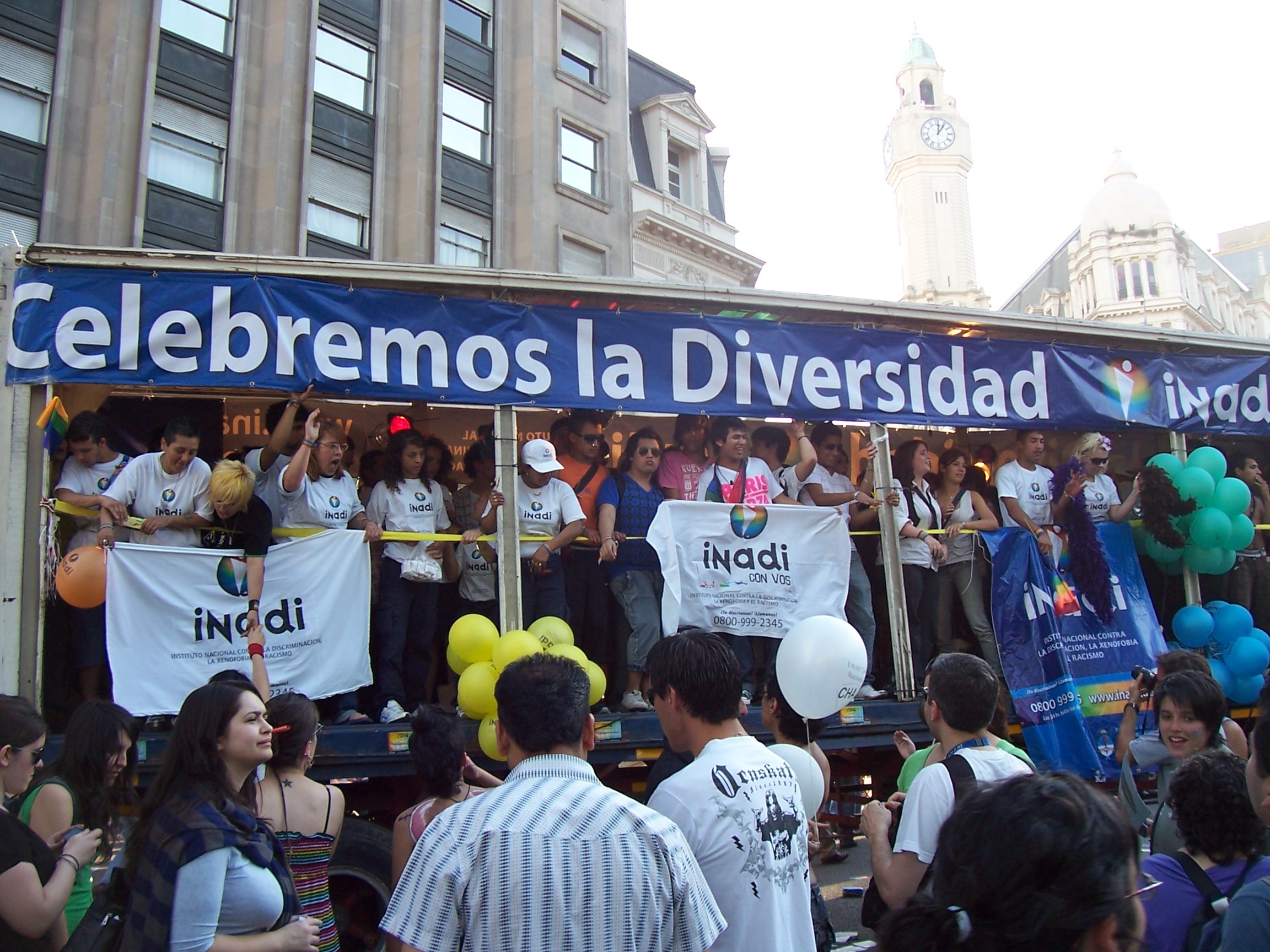
El camión del INADI "Celebrando la diversidad" durante la Marcha del Orgullo.

El año 1996, fue el último en que se realizó la marcha un día 28 de junio. Esta marcha estuvo dentro de un contexto de grandes realizaciones de movimientos LGBT en todo el país. Se realizó por primera vez el Encuentro Nacional de Gays, Lesbianas, Travestis y Transexuales, los días 4, 5 y 6 de abril en la ciudad de Rosario, provincia de Santa Fe. Además esta ciudad organizó por primera vez una marcha del Orgullo LGBT.

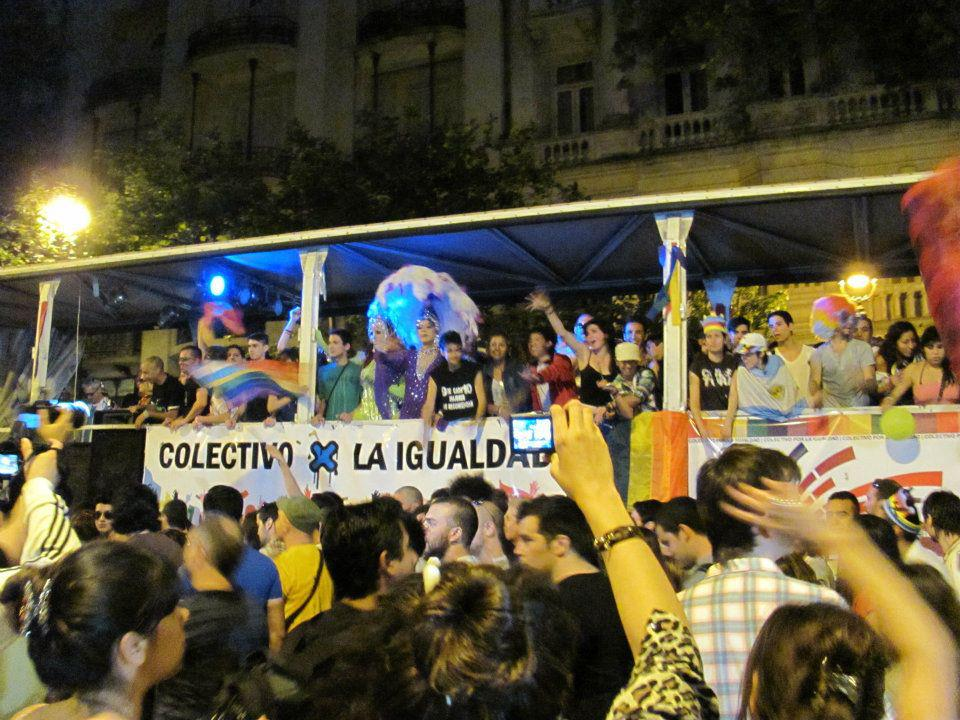
Marcha del orgullo LGBTIQ 2011 - Colectivo por la Igualdad

A partir de 1997, la marcha del Orgullo LGBT de Buenos Aires pasa a celebrarse el primer sábado del mes de noviembre, en conmemoración del 30.º aniversario de la fundación de "Nuestro Mundo", el primer grupo homosexual de Argentina y de toda Latinoamérica. Para 1999, se realizaba la primera "Semana del Orgullo Lésbico Gay Travesti Transexual y Bisexual", que contó con la presencia de alrededor de 2.000 personas. En el 2000, bajo la consigna "Orgullo de ser, derecho a estar", la marcha tuvo una presencia de 2.500 personas.
En 2001, la marcha contó con 4.000 personas y se abuchearon por actitudes discriminatorias a la policía, al entonces ministro de Salud Héctor Lombardo, al conductor de televisión Marcelo Tinelli y al empresario Daniel Hadad.

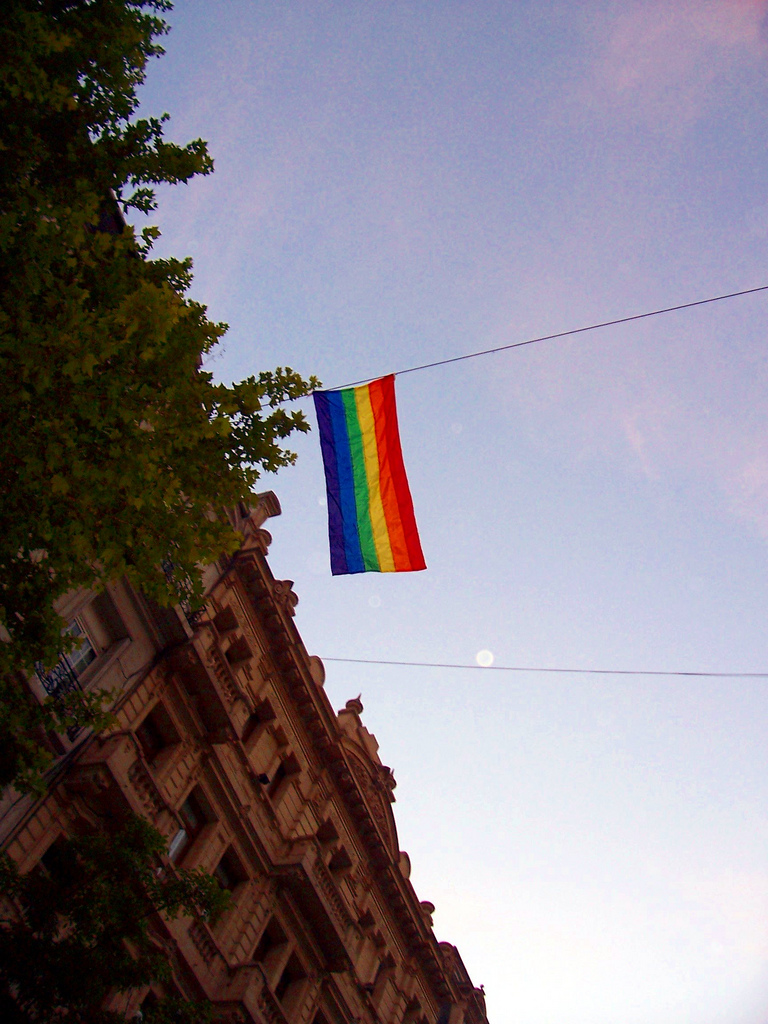
La Bandera LGBT ornamenta la emblemática Avenida de Mayo en Buenos Aires.

Para 2002, marcharon alrededor de 5.000 personas hasta el Congreso de la Nación. Para ese entonces sonaba con fuerza el reclamo por las uniones civiles. Además se le entregó un reconocimiento al periodista Osvaldo Bazán.

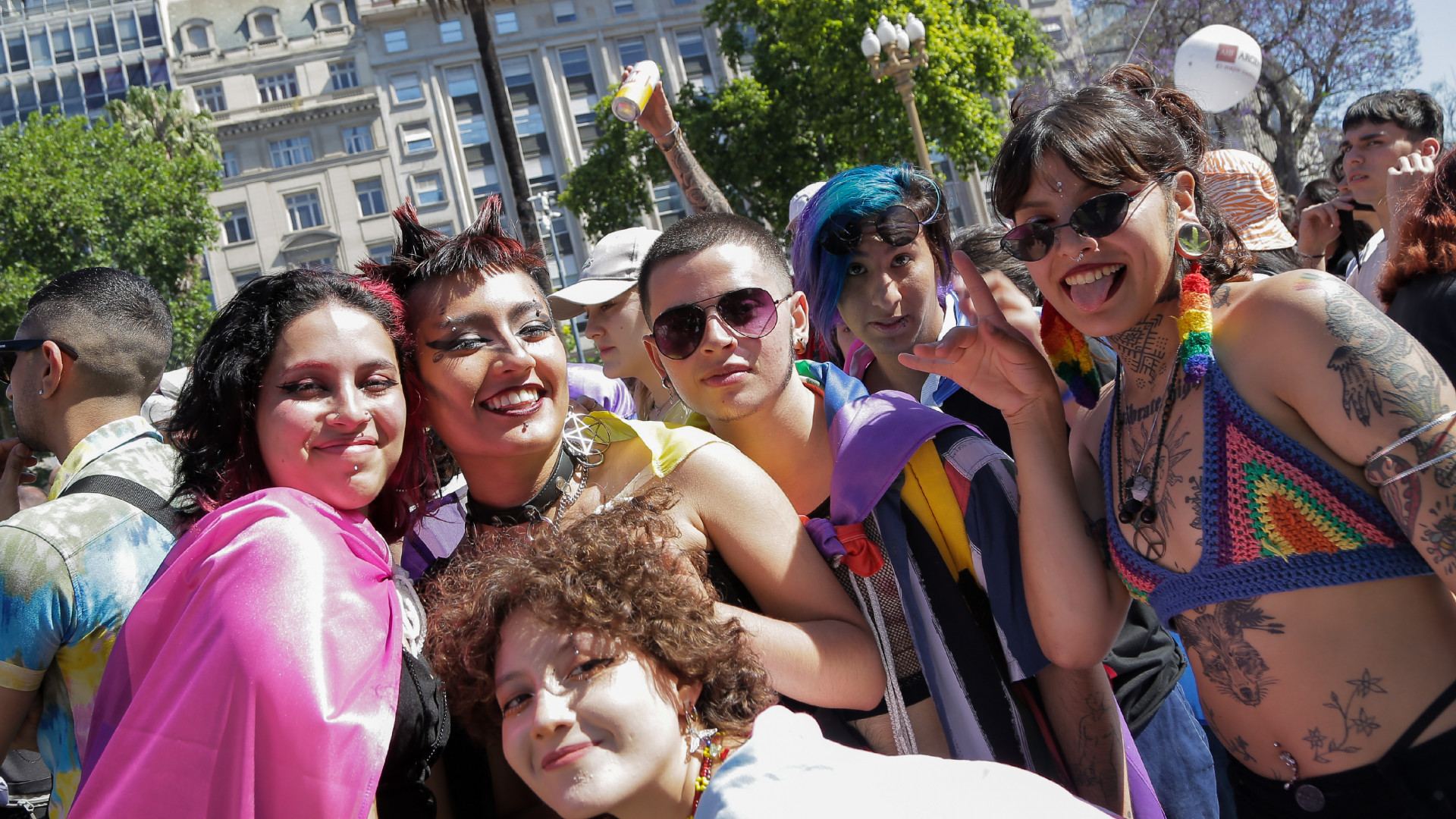
Jóvenes manifestándose en la Marcha del Orgullo en 2022

En el 2004, más de 7000 personas participaron de la Marcha del Orgullo Gay. Por primera vez se realizaba la "Feria del Orgullo" en la Plaza de Mayo, donde los organizadores tenían sus stands presentando publicaciones junto a artesanos, poetas y murgas. Además se montó un escenario donde actuaron bandas en vivo.
En 2007, bajo la consigna "Nuestro festejo es reclamo: Igualdad. Libertad. Diversidad" alrededor de 25.000 personas marcharon desde la Plaza de Mayo hasta el Congreso Nacional. El acto de cierre fue conducido por la locutora Daisy May Queen y el periodista Osvaldo Bazán. Fue cerrada la marcha con el tema musical Soy lo que soy y se lanzaron fuegos artificiales al cielo.
En 2008, la marcha alcanzó las 50.000 personas, según los organizadores. La consigna esta vez era "Voten nuestras leyes", en referencia a las de matrimonio entre personas del mismo sexo, identidad de género que se encontraban estancadas en el Congreso Nacional. 
También se volvió a pedir por la derogación de los Códigos Contravencionales, que criminaliza a travestis y homosexuales en diez provincias de la Argentina. El Instituto Nacional contra la Discriminación, la Xenofobia y el Racismo (INADI) participó de la marcha junto a un camión que invitaba a "celebrar la diversidad".
Al finalizar, se escucharon abucheos hacia el Vaticano por su política en contra la diversidad sexual y a Mauricio Macri, jefe de gobierno de la ciudad de Buenos Aires. Además, la modelo Valeria Mazza, fue declarada persona no grata por la comunidad LGBTIQ, por sus dichos homofóbicos.
El 6 de noviembre de 2010 se festejó en la Marcha del Orgullo LGBTIQ en Buenos Aires la sanción del casamiento entre personas del mismo sexo. Hubo 14 carrozas muy coloridas, mucha música y menos disfraces que otras veces. Y pidieron por el derecho a la identidad. Multitudinario desfile de Plaza de Mayo al Congreso.
El 5 de noviembre de 2011 se celebró la vigésima Marcha del Orgullo LGBTIQ en Buenos Aires reclamando por la sanción de la  Ley de Identidad de Género. La marcha en esta edición alcanzó casi las 250.000 personas.
El 10 de noviembre de 2012 se celebró la XXI edición bajo la consigna "Educación en la Diversidad para crecer en Igualdad".
El 9 de noviembre de 2013 se realizó la XXII edición bajo el eslogan "Educación Sexual, igualitaria, libre y laica".
El 15 de noviembre de 2014 se efectuó la XXIII edición bajo el tema "Por mas igualdad real: ley antidiscriminatoria y estado laico".
El 7 de noviembre de 2015 se realizó la XIV edición bajo el lema  “Ley antidiscriminatoria ya”.
El 26 de noviembre de 2016 se celebró la XXV edición bajo la consigna "Ley antidiscriminatoria ya".
El 18 de noviembre de 2017 se efectuó la XXVI edición bajo el eslogan "Basta de femicidios a travestis, transexuales y transgeneros. Basta de violencia institucional. Orgullo para defender los derechos conquistados".
El 17 de noviembre de 2018 se realizó la XXVII edición bajo el tópico "Basta de genocidio trans/travesti. No al ajuste, la violencia y la discriminación. Macri y la Iglesia son antiderechos.
El 2 de noviembre de 2019 se celebró la XXVIII edición bajo el lema "Por un país sin violencia institucional ni religiosa. Basta de crímenes de odio".
El 7 de noviembre de 2020 se desarrolló la XXIX Marcha del Orgullo con un Festival Virtual y un programa en la TV Pública, debido a las restricciones de la Pandemia del COVID-19. La consigna ese año fue: "Ley para la Inclusión Travesti-Trans. Aborto Legal. Estado Laico".
El 6 de noviembre de 2021 se realizó la XXX Marcha del Orgullo, con la consigna "Ley Integral Trans ¡Ya!".
El 5 de noviembre de 2022 se celebró la XXXI Marcha del Orgullo, bajo la consigna "La Deuda es con Nosotres. Ley Integral Trans. Ley Antidiscriminatoria. Sí al Lenguaje inclusivo". 

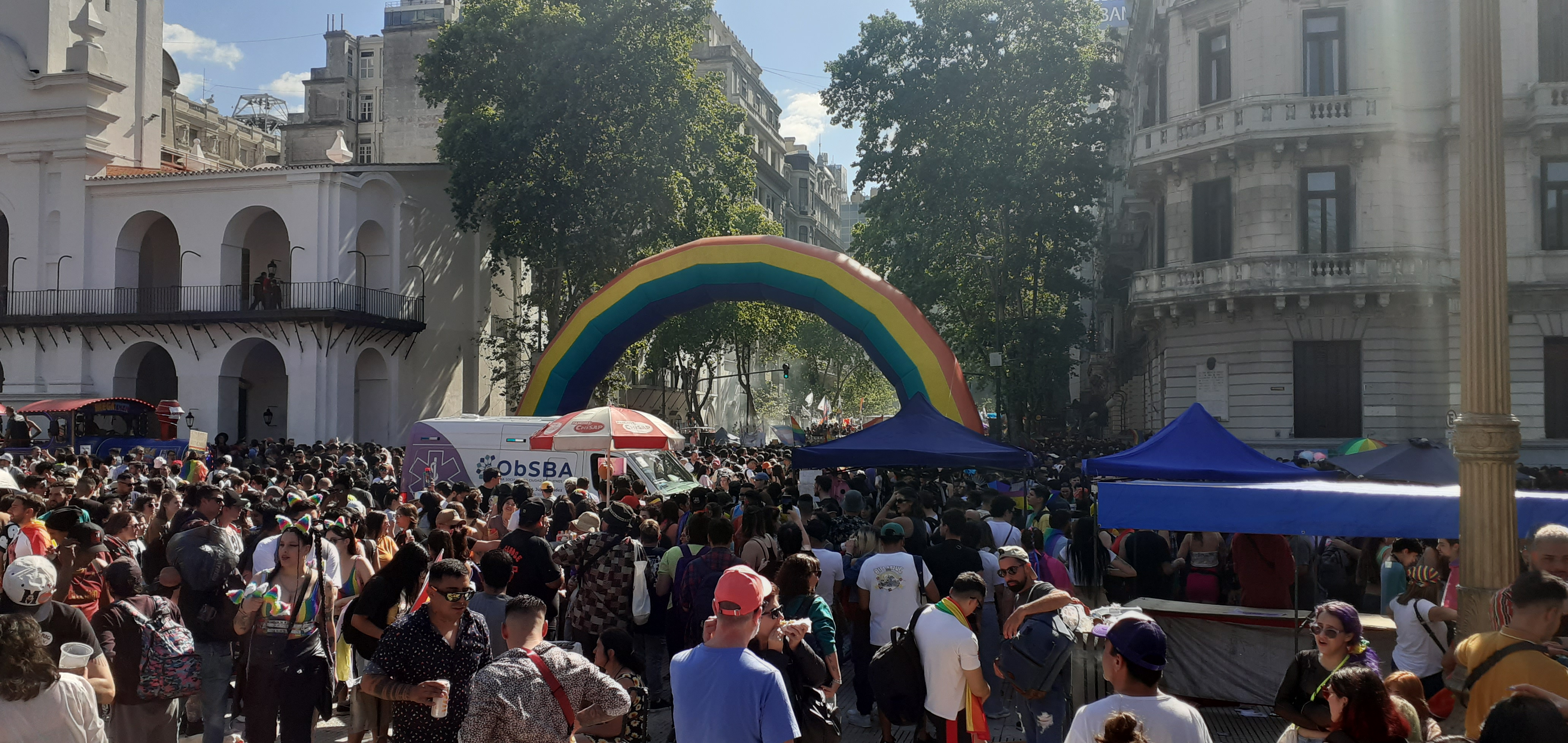
Marcha del orgullo en 2023

El 4 de noviembre de 2023 se realizó la XXXII Marcha del Orgullo, bajo la consigna "Ni un ajuste más, ni un derecho menos ¡Ley Antidiscriminatoria, Ley Integral Trans Ya! ¡Frenemos a les Antiderechos!". Se realizará, como todos los años, desde Plaza de Mayo hasta el Congreso de la Nación.
El 2 de noviembre de 2024 se realizó la XXXIII Marcha del Orgullo. A diferencia de marchas anteriores, tuvo lugar en un clima hostil por parte del gobierno, tanto hacia la comunidad LGBT como hacia las manifestaciones callejeras. Incluso hubo rumores de que militantes oficialistas irían a provocar, cosa que finalmente no sucedió.

## Temas abordados en las ediciones
- 2025 - Frente al odio y la violencia, mas orgullo y unidad!
- 2024 - No hay libertad sin derechos ni políticas públicas”, “No hay libertad con ajuste y represión” y “¡Ley Integral Trans y Ley Antidiscriminatoria ya!
- 2023 - Ni un Ajuste Más, ni un Derecho Menos ¡Ley Integral Trans, Ley Antidiscriminatoria! ¡Frenemos a les Antiderechos!
- 2022 - La Deuda es con Nosotres. Ley Integral Trans. Ley Antidiscriminatoria. Sí al Lenguaje Inclusivo.
- 2021 - Ley Integral Trans ¡YA!
- 2020 - Ley para la inclusión Travesti - Trans, Aborto Legal, Estado Laico.
- 2019 - Por un país sin violencia institucional ni religiosa. Basta de crímenes de odio.
- 2018 - Basta de genocidio trans-travesti. No al ajuste, la violencia y la discriminación. Macri y la Iglesia son Antiderechos'
- 2017 - Basta de femicidios a travestis, transexuales y transgeneros. Basta de violencia institucional. Orgullo para defender los derechos conquistados.
- 2016 - Ley Antidiscriminatoria Ya! Sigamos conquistando derechos.
- 2015 - Ley Antidiscriminatoria ¡YA! Sigamos conquistando derechos
- 2014 - 'Por más igualdad real: Ley Antidiscriminatoria y Estado Laico.
- 2013 - Educación sexual igualitaria, libre y laica.
- 2012 - Educación en la Diversidad para crecer en Igualdad.
- 2011 - ¡Ley de Identidad de género ya!
- 2010 - Vamos por más, Ley de Identidad de género Ya!
- 2009 - Libertad e Igualdad de Derechos - No al Código de Faltas.
- 2008 - Voten nuestras leyes.
- 2007 - Nuestro festejo es reclamo: Igualdad. Libertad. Diversidad.
- 2006 - Somos todos y todas maravillosamente diferentes.
- 2005 - Queremos los mismos derechos.
- 2004 - Toda la sociedad por el derecho a la diversidad.
- 2003 - Vamos por todos nuestros derechos.
- 2002 - Amar y vivir libremente en un país liberado.
- 2001 - 10 Años defendiendo nuestra libertad.
- 2000 - Orgullo de ser, derecho a estar.
- 1999 - En la sombra de la hipocresía, a brillar mi amor.
- 1998 - Unidad a través de la diversidad.
- 1997 - Celebramos la Vida con Orgullo, Repudiamos la Discriminación y la Violencia.
- 1996 - La discriminación nos condena. La policía nos mata. Seguimos de pie.
- 1995 - Vigilemos a la Policía.
- 1994 - Visibles para ser Libres e Iguales.
- 1993 - Iguales y Libres en la Diversidad.
- 1992 - Libertad, Igualdad, Diversidad.